# Elden Ring
Elden Ring — компьютерная игра в жанре action/RPG с открытым миром, разработанная японской компанией FromSoftware и изданная компанией Bandai Namco Entertainment для платформ Windows, PlayStation 4, PlayStation 5, Xbox One и Xbox Series X/S. Руководителем разработки игры является Хидэтака Миядзаки, а американский писатель Джордж Мартин, известный по циклу книг «Песнь льда и огня», выступил консультантом и соавтором сценария.

## Игровой процесс

Персонаж верхом на коне сражается с боссом-драконом в открытом мире

Elden Ring представляет собой action/RPG с видом от третьего лица, схожую с серией Dark Souls. Хотя игра и не имеет прямой связи с этой серией, с точки зрения игрового процесса она в большой степени основана на Dark Souls. Подобно предыдущим играм FromSoftware, в Elden Ring есть шкала выносливости — запаса сил персонажа, которые он может потратить на удары или бег; тем не менее, эта шкала не так сильно влияет на игровой процесс, как в серии Souls, где исчерпание выносливости делало персонажа беспомощным перед лицом врагов. Игроку доступно огромное количество разного оружия, доспехов, предметов и заклинаний — большее, чем в серии Dark Souls. 
В игре есть около сотни навыков, которые игровой персонаж может изучить и использовать; в отличие от серии Dark Souls, эти навыки не привязаны жестко к тому или другому оружию, и игрок может сочетать тот или иной навык («Пепел войны») с самым разным оружием. Игровой персонаж может передвигаться скрытно, оставаясь невидимым для врагов, и, например, прятаться в высокой траве — это позволяет внезапно атаковать врагов, нанеся большой урон ударом в спину, оценить ситуацию и приготовиться к вступлению в бой или вообще избежать сражения, тихо миновав опасных противников. Во многих местах игрок может призвать себе на помощь дружественных «духов» — например, призрачных волков или воинов; эти управляемые компьютером духи сражаются на стороне игрока и могут, например, отвлечь на себя босса или проредить толпу врагов. Как и игры серии Souls, Elden Ring предлагает игрокам и многопользовательские возможности — игрок может оставлять сообщения и знаки призыва, видимые и другим игрокам с подключением к сети; активировав такой знак призыва, можно вызвать другого игрока, чтобы вместе с ним исследовать мир или сражаться с врагами. Elden Ring включает в себя и «вторжения», когда в мире одного игрока неожиданно появляется другой, враждебный — уже как противник; по желанию игрока эти вторжения можно отключить. В декабре 2022 года в игру с бесплатным дополнением был добавлен «Колизей» — площадка, специально предназначенная для сражений между игроками, как один на один, так и три на три игрока.
Elden Ring — игра с открытым миром; по словам Хидэтаки Миядзаки, в его понимании это «большое открытое пространство», которое можно свободно исследовать. Этот открытый мир содержит различные опасности и области, которые можно исследовать, в том числе многоуровневые замки с запутанной планировкой. Игровой персонаж может передвигаться по открытому миру как пешком, так и верхом на рогатом коне по имени Поток; этого коня можно призвать особым «костяным свистком» из ниоткуда в большинстве мест игры — но не в пещерах и подземельях. «Духовные источники», находящиеся в некоторых точках мира, позволяют верхом на Потоке попасть в места, куда иначе нельзя было бы забраться — например, преодолеть высокий обрыв, падение с которого наверняка убило бы героя, или пересечь пропасть. Неотъемлемую часть игры составляют бои с уникальными и пугающими боссами. Всего в игре 238 боссов, хотя для прохождения игры нужно победить лишь 12 из них.
Междуземье состоит из шести разных областей, каждая из которых находится под властью того или другого из полубогов. Хотя игра — по крайней мере, в начале — и подталкивает игрока к тому, чтобы двигаться определённым путем, он может и отклониться от этого пути и уйти в совсем другую область мира. В каждой из этих областей игрок также волен выполнять игровые задания в том порядке, в котором пожелает. В каждой области мира есть одно большое подземелье и также множество других более мелких катакомб и замков. Крепость Круглого стола представляет собой локацию-«хаб» наподобие Храма Огня из игры Dark Souls — в неё игровой персонаж возвращается неоднократно, и здесь можно найти дружественных неигровых персонажей, которые могут улучшить снаряжение героя или дать ему задание. Игра включает в себя систему быстрых путешествий, позволяющих мгновенно вернуться в уже посещённые места. Как и игры серии Dark Souls, Elden Ring содержит несколько возможных концовок и «Новую игру+» — режим для повторных прохождений игры.

## Сюжет
Подобно серии Dark Souls, сеттинг Elden Ring представляет собой фэнтези в западном духе. Действие игры происходит в Междуземье — стране «за завесой тумана», которой с давних времён правила королева Марика Вечная. В Междуземье воля его правителя определяет саму реальность. Так, Марика некогда отменила естественную «предначертанную смерть» — большинство обитателей Междуземья не могут умереть своей смертью. Как и в серии Dark Souls, большинство обитателей мира больше напоминают живых мертвецов, давно растерявших остатки разума. Источником власти Марики является Кольцо Элден — волшебный объект, состоящий из нескольких Великих Рун и диктующий законы мироздания. Его на землю ниспослала Великая Воля — один из космических Внешних Богов, существующих где-то за пределами Междуземья.

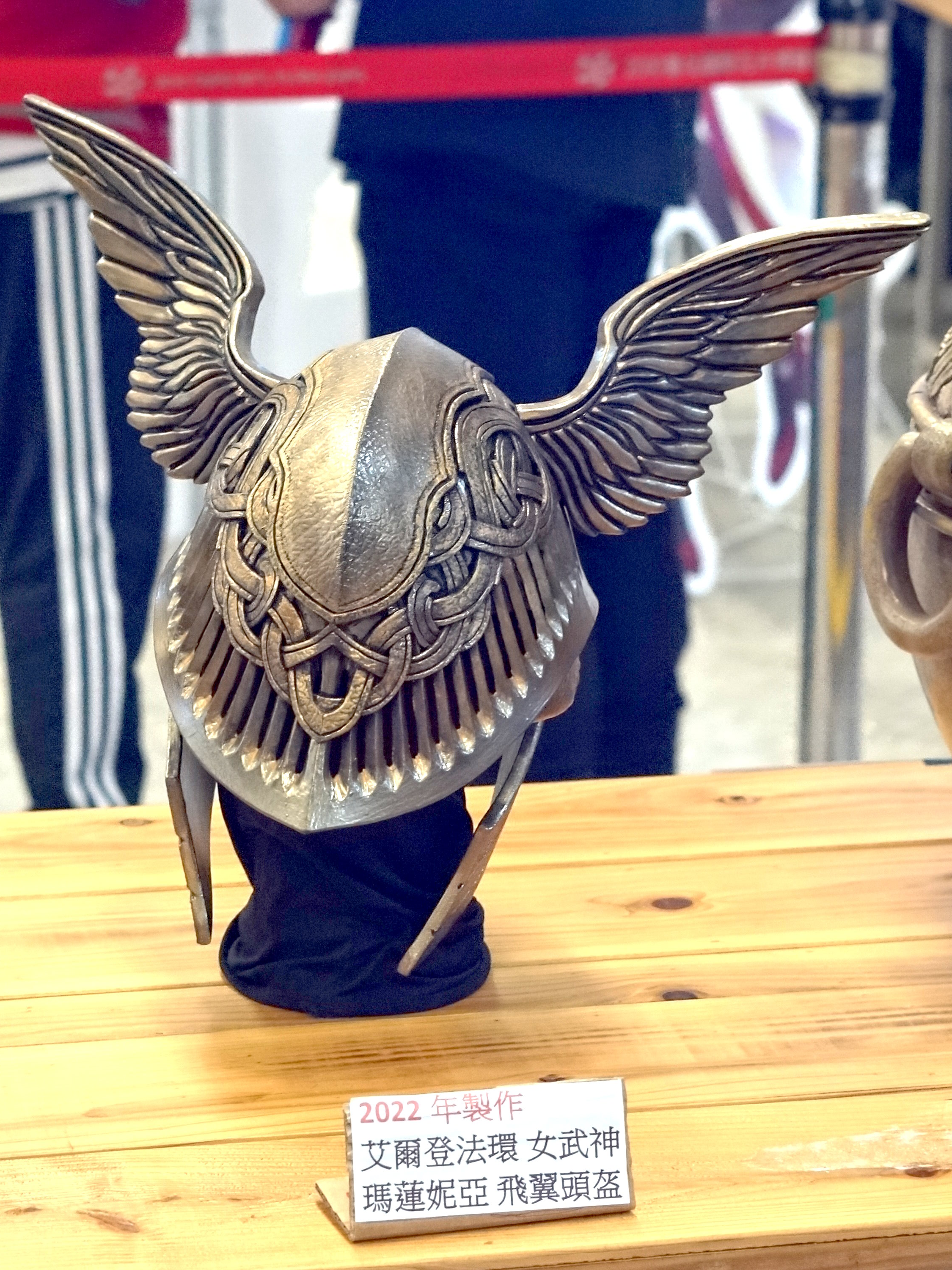
Крылатый шлем полубогини Малении — одного из боссов игры — на фестивале WirForce 2022 (Тайвань)

Марика разрушила старые королевства людей, драконов и великанов, когда-то находившиеся в Междуземье. Она установила свой «Золотой порядок» — одновременно церковь, государственный режим и систему законов мироздания. Средоточием Золотого порядка стало Древо Эрд — колоссальных размеров дерево в центре Междуземья. В дальнейшем Марика вела войны, чтобы подчинить и другие страны Золотому порядку; для этого ей нужен был муж-консорт — этот консорт носил титул Повелителя Элдена и возглавлял армию Марики. От первого мужа Годфри Марика родила детей-полубогов Годвина, Морготта и Мога; позже она изгнала Годфри и взяла в мужья другого лорда, Радагона, который ради Марики оставил свою жену Ренналу, но дети Радагона и Ренналы — Рикард, Радан и Ренни — также приобрели статус полубогов. У Радагона и Марики было ещё двое детей — Микелла и Маления, тоже полубоги. Радагон, в действительности, и есть Марика — эти два персонажа, король и королева, являются одним и тем же существом.
В своё время Руна Смерти — часть Кольца Элден — была отделена Марикой и передана на хранение её сводному брату Маликету, получеловеку-полузверю. Ренни похитила эту руну, дававшую власть над смертью, и в «Ночь Чёрных Ножей» её сторонницы убили первенца Марики, Годвина Золотого. Кольцо Элден было разбито — как выясняется в ходе игры, это сделала сама Марика. После исчезновения Марики и Радагона в Междуземье началось смутное время, известное как Раскол; разные полубоги пытались завладеть осколками Кольца — Великими Рунами; пытались переписывать реальность, как это раньше делала Марика, присягали на верность Внешним Богам или вступали в войну друг с другом. Золотой порядок распался, и никто не мог занять трон Повелителя Элдена. В Междуземье действуют и другие Внешние Боги — например, Яростное Пламя, божество враждебное Великой Воле и её Золотому Порядку.
Главный герой игры — Погасший, воин откуда-то извне Междуземья. Погасшие способны видеть «благодать» — особый золотой свет, связанный с Великой Волей и Кольцом Элден; конечная цель каждого Погасшего — стать новым Повелителем Элдена, восстановить Кольцо и занять трон Междуземья, но пока что это не удалось никому. У Погасших есть своя крепость Круглого стола; ко времени игры она, как и Междуземье, пришла в упадок. Обычно Погасших направляют Два Пальца — посланец Великой Воли — и служащие ему «девы пальцев», но главный герой не получил такой девы. В начале игры незнакомка Мелина предлагает герою соглашение — она займет место «девы пальцев», а герой поможет Мелине в её собственном путешествии к Древу Эрд. После долгого пути Погасший и Мелина прибывают в столицу империи Марики — город Лейнделл у подножия Древа Эрд. Мелина надеется попасть внутрь Древа, но единственный путь внутрь загораживают шипы. По совету Мелины Погасший отправляется в горы — Вершины Великанов, где горит запретное Пламя Погибели, способное сжечь шипы. Мелина использует Пламя Погибели, чтобы поджечь всё Древо Эрд целиком, а Погасший оказывается в древнем городе Фарум-Азула. Он сражается с Маликетом Чёрным Клинком — верной «Тенью» Марики и хранителем Руны Смерти — и, одолев Маликета, выпускает Предначертанную Смерть на волю. У горящего Древа Эрд Погасший сражается с Годфри, первым Повелителем Элден. Его смерть позволяет Погасшему войти в Древо Эрд, где заточена Марика. Освобождённая Марика оборачивается Радагоном. Убив его, Погасший вынужден сражаться и со Зверем Элдена, посланцем Великой Воли, как последним и окончательным противником в игре. 
В игре есть несколько концовок — в большинстве этих финалов Погасший занимает престол как новый Повелитель Элдена. Если Погасший примкнёт к Ренни Колдунье, она воспользуется победой, чтобы установить совершенно новый Порядок, «Эру Звёзд», где боги вроде Великой Воли уже не могут вмешиваться в дела смертных. Ради этого Ренни и Погасший вместе покинут Междуземье. В концовке «Владыки Яростного Пламени» Погасший становится не Повелителем Элдена, а Владыкой Хаоса: бог Яростного Пламени, враг Великой Воли и олицетворение хаоса, поручает ему сжечь весь мир.

## Разработка
Разработка Elden Ring началась в 2017 году после завершения работы над дополнениями к Dark Souls III, одной из предыдущих игр студии. FromSoftware желала создать новую action/RPG в стиле тёмного фэнтези, где можно было бы реализовать новые задумки, неподходящие для серии Dark Souls. Как и в других последних проектах FromSoftware, Миядзаки осуществляет только самое общее руководство различными аспектами геймдизайна, художественного дизайна и музыки, но старается донести свое видение разрабатываемой игры до подчиненных руководителей и сотрудников. Миядзаки называл Elden Ring крупнейшим — по наполнению, масштабам и свободе исследования мира игры — проектом, который когда-либо разрабатывала студия FromSoftware. По словам Миядзаки, миру и сюжету игры присуща «тьма», но важной темой также является «воля человечества, или его честолюбие».
Решение перейти от ограниченных по размерам уровней, как в предыдущих играх FromSoftware, к большому открытому миру было вызвано несколькими причинами — показать мир игры и его предысторию в больших масштабах, чем прежде, сделать исследование мира более свободным и глубоким, а битвы с врагами — более разнообразными. Среди игр других разработчиков, повлиявших на дизайн Elden Ring, Миядзаки называл серию The Elder Scrolls, игры «Ведьмак 3: Дикая Охота» и The Legend of Zelda: Breath of the Wild — игры с открытым миром, «классика жанра». По сравнению с мрачными играми Dark Souls мир Elden Ring заметно ярче, в нём гуще растительность и больше красок — по задумке разработчиков, даже нынешнее состояние Междуземья должно напоминать об ушедшем в прошлое золотом веке. Делая картинку на экране более живописной, разработчики хотели вдохнуть в игру дух высокого фэнтези.

### Участие Джорджа Мартина

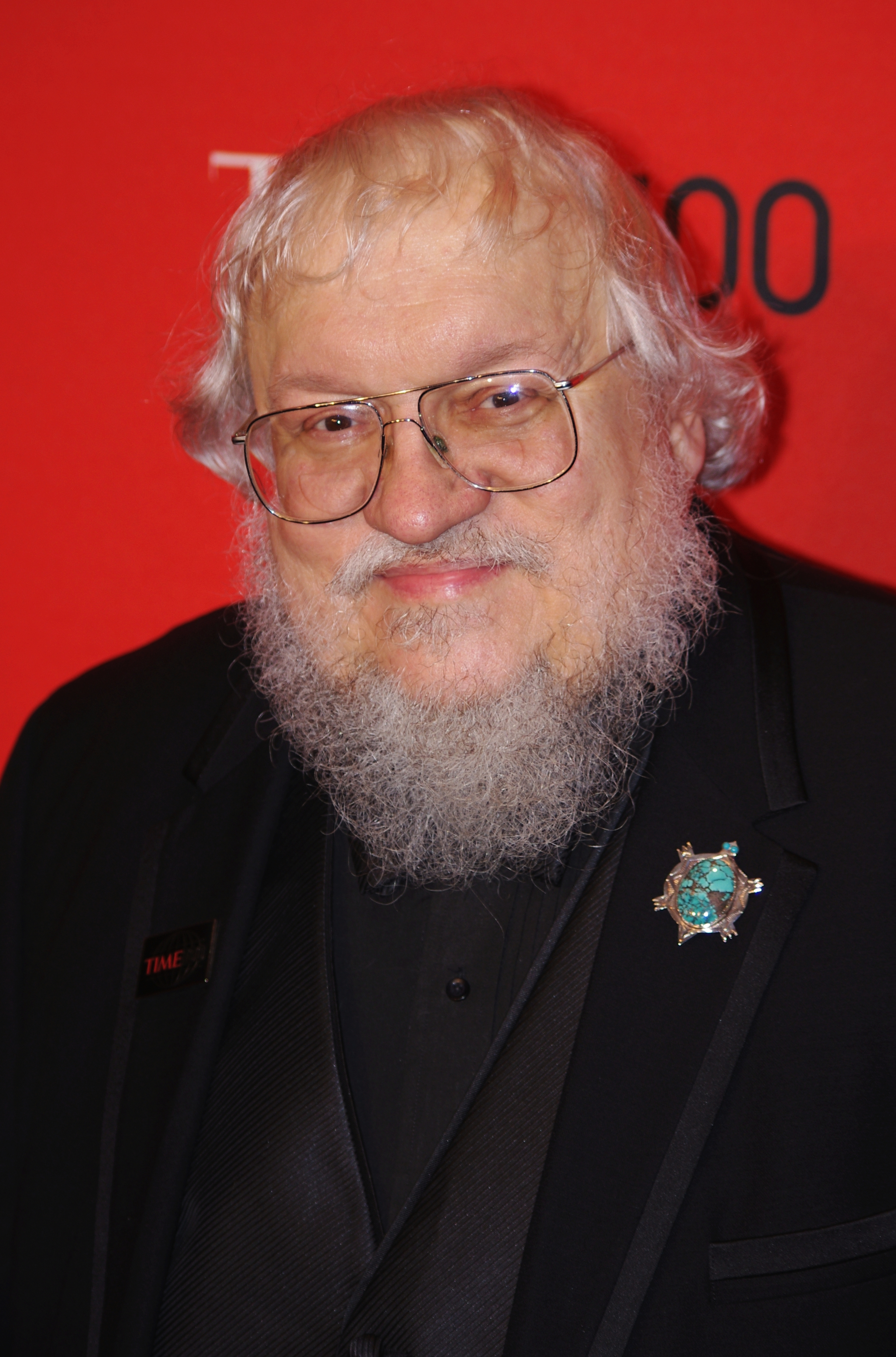
Писатель Джордж Мартин составил для Elden Ring мифологию вымышленного мира и прописал предыстории боссов-полубогов

Миядзаки задолго до разработки Elden Ring восхищался книгами Джорджа Мартина и рекомендовал их другим сотрудникам студии. Зная об этом увлечении начальника, исполнительный директор студии Эйти Накадзима связался с Мартином с предложением о сотрудничестве; хотя японские разработчики ожидали, что писатель ответит отказом, тот согласился сотрудничать. Мартин поддержал первоначальные задумки Миядзаки, и они провели множество творческих бесед — на их основе писатель составил мифологию будущего мира «со множеством интересных персонажей и драматических моментов, тайн и загадок». Мартин не описывал собственно события Elden Ring, а скорее историю мира, события, которые произошли до начала игры; Миядзаки сравнивал написанные американским писателем тексты с руководством для мастера в настольной ролевой игре — они служили для сотрудников студии путеводителем по миру Elden Ring. Участие американского писателя в разработке должно было оставаться в тайне, но в 2019 году в прессе начали курсировать слухи о том, что FromSoftware работает вместе с Мартином над игрой под рабочим названием Great Rune или GR — упоминания этой пока неизвестной игры нашли в файлах Sekiro: Shadows Die Twice, другой игры FromSoftware; Мартин косвенно подтверждал эти слухи, сообщив в своем блоге, что консультировал разработчика видеоигр из Японии. В 2021 году писатель объяснял, что японские разработчики обратились к нему именно с просьбой «построить мир», и его часть работы над игрой закончилась «годы назад» — он не принимал участия в последующей разработке.
Само название «Междуземье» (англ. The Lands Between) для мира игры — в отличие от названий типа «Лордран» или «Дранглик» из предыдущих игр FromSoftware — предложил именно Мартин. Мартин придумал основных боссов игры — полубогов — и прописал им предыстории. Хотя в нынешнем состоянии полубоги безумны, у каждого из них есть и героическая, мифологическая сторона. Мартин прописывал этих персонажей именно как людей, создавая «человеческую» драму в декорациях классического фэнтези, но в игре эти персонажи — уродливые и пугающие чудовища, более подходящие на роли боссов. Миядзаки говорил, что американский писатель, возможно, будет потрясён этим превращением, но для него самого превращать придуманных Мартином героев в чудовищ-боссов было очень весело. Для Миядзаки любимым героем из числа придуманных Мартином стал Рикард. Обозреватель PC Gamer Джонатан Болдинг обратил внимание, что все боги и полубоги игры непременно носят имена, начинающиеся с букв G, R или M — инициалов Джорджа Мартина (George Raymond Richard Martin). Сам Мартин, впрочем, отвергал эту догадку — по словам писателя, он и до Elden Ring давал героям своих книг имена «и на G, и на R, и на M, и на все остальные двадцать три буквы [английского] алфавита»; прятать свои инициалы в игре ему было незачем — его имя и так стоит на обложке.

### Выпуск
Игра была анонсирована на выставке Electronic Entertainment Expo в Лос-Анджелесе в 2019 году. В рамках открывающего шоу Summer Game Fest с Джеффом Кили на Electronic Entertainment Expo 2021 был показан ролик с геймплейными кадрами игры, а также была объявлена дата релиза — 21 января 2022 года, однако в октябре 2021 года релиз игры перенесли на 25 февраля 2022 года. Помимо ПК и восьмого поколения консолей было также объявлено о выпуске игры на консолях девятого поколения — PlayStation 5 и Xbox Series X/S, причём обновление до версий для новых консолей является бесплатным.

## Отзывы и продажи
| Сводный рейтинг       | Сводный рейтинг                        |
| Агрегатор             | Оценка                                 |
| --------------------- | -------------------------------------- |
| Metacritic            | 94/100 (ПК) 96/100 (PS5) 96/100 (XBXS) |
| OpenCritic            | 95/100                                 |
| Иноязычные издания    |                                        |
| Издание               | Оценка                                 |
| Destructoid           | 10/10                                  |
| Edge                  | 10/10                                  |
| Eurogamer             | «Важно»                                |
| Famitsu               | 39/40 (10/10/10/9)                     |
| Game Informer         | 10/10                                  |
| GameRevolution        | 10/10                                  |
| GameSpot              | 10/10                                  |
| GamesRadar+           | [ 41 ]                                 |
| Hardcore Gamer        | [ 42 ]                                 |
| IGN                   | 10/10                                  |
| NME                   | [ 44 ]                                 |
| PC Gamer (UK)         | 90/100                                 |
| VG247                 | [ 46 ]                                 |
| VideoGamer            | 9/10                                   |
| Русскоязычные издания |                                        |
| Издание               | Оценка                                 |
| 3DNews                | 7,5 (PS4)                              |
| PlayGround.ru         | 9/10                                   |
| StopGame.ru           | «Изумительно»                          |
| «Игромания»           | [ 51 ]                                 |
| «Канобу»              | 10/10                                  |
| «НИМ»                 | 8,2/10                                 |

| Русскоязычные издания | Русскоязычные издания |
| Издание               | Оценка                |
| --------------------- | --------------------- |
| StopGame.ru           | Похвально             |

По данным агрегатора рецензий Metacritic, Elden Ring получила «всеобщее признание критиков». В феврале 2022 года она вошла в число наиболее высоко оценённых прессой игр — лишь немногие игры на Metacritic имели более высокие средние оценки за всю историю сайта, а на OpenCritic игра делила с Super Mario Odyssey наибольшую на этом агрегаторе оценку 97/100; впрочем, по мере поступления новых рецензий средние оценки Elden Ring несколько снизились.
Игра получила множество наград от различных изданий. На церемонии Golden Joystick Award 2022 года получила четыре награды из пяти заявленных номинаций: «Игра года», «Выбор критиков», «Лучшая многопользовательская игра», «Лучший дизайн». Студия-разработчик FromSoftware также получила награду в номинации «Студия года». На церемонии The Game Awards Elden Ring была признана лучшей игрой 2022 года, а также победила в номинациях «Лучшая игровая режиссура», «Лучшая ролевая игра» и «Лучший визуальный дизайн».

### Продажи
16 марта 2022 года разработчики объявили о продажах игры в 12 млн копий, с учётом цифровых продаж и коробочных изданий, отгруженных в магазины. Согласно отчету Bandai Namco по итогам финансового года, заканчивающегося в марте 2022 года, общие продажи чуть более чем за месяц достигли 13,4 миллиона копий. Elden Ring стала самой быстро раскупаемой игрой FromSoftware — её продажи за первый месяц почти втрое превысили 5-миллионные продажи Sekiro: Shadows Die Twice за первый месяц, стали больше, чем общие 10-миллионные продажи Dark Souls III за всё время с момента выхода и достигли почти половины совокупных продаж всей серии Dark Souls за всю её историю, включая и Demon’s Souls. В сентябре 2022 года продажи превысили 17,5 миллиона копий, в мае 2023 — 20,5 миллиона копий, в июне 2024 года — 25 миллионов копий, в апреле 2025 года — 30 миллионов копий.

### Награды
На 2025 год Elden Ring завоевала в общей сложности 435 наград «Лучшая игра года» от разных изданий — больше, чем какая-либо другая игра за всю историю индустрии, побив предыдущий рекорд The Last of Us Part II. В частности, Elden Ring лучшей игрой года назвали 3DNews, 4Players, Ars Technica, Den of Geek, Destructoid, Digital Spy, DualShockers, Edge (вместе с игрой Immortality), EGM, El País, Empire, Esquire, Eurogamer, Famitsu, Game Informer, Gamespot, GamesRadar, GQ, Gry-Online, IGN, Kotaku, Metro, Playground.ru, Polygon, Shacknews, The A.V. Club, The Telegraph, Vulture и «Игромания». Кроме того, Elden Ring стала третьей игрой в истории (после The Elder Scrolls V: Skyrim и The Legend of Zelda: Breath of the Wild), получившей все четыре самые престижные игровые премии — The Game Awards, D.I.C.E. Awards, Golden Joystick Awards и Game Developers Choice Awards — в номинации «Игра года».
| Год  | Награда                       | Категория                                                                              | Результат | Примечания |
| ---- | ----------------------------- | -------------------------------------------------------------------------------------- | --------- | ---------- |
| 2020 | Golden Joystick Awards        | Самая ожидаемая игра                                                                   | Номинация | [ 95 ]     |
| 2020 | The Game Awards 2020          | Самая ожидаемая игра                                                                   | Победа    | [ 96 ]     |
| 2021 | Gamescom                      | Самая ожидаемая игра                                                                   | Победа    | [ 97 ]     |
| 2021 | Gamescom                      | Лучшая игра для PlayStation                                                            | Победа    | [ 97 ]     |
| 2021 | Gamescom                      | Лучшая приключенческая игра                                                            | Победа    | [ 97 ]     |
| 2021 | Gamescom                      | Лучшая ролевая игра                                                                    | Победа    | [ 97 ]     |
| 2021 | Gamescom                      | Лучшее на Gamescom                                                                     | Победа    | [ 97 ]     |
| 2021 | Golden Joystick Awards        | Самая ожидаемая игра                                                                   | Победа    | [ 98 ]     |
| 2021 | The Game Awards 2021          | Самая ожидаемая игра                                                                   | Победа    | [ 96 ]     |
| 2022 | Japan Game Awards             | Главный приз                                                                           | Победа    | [ 99 ]     |
| 2022 | Japan Game Awards             | Награда за выдающееся качество                                                         | Победа    | [ 99 ]     |
| 2022 | Golden Joystick Awards        | Игра года                                                                              | Победа    | [ 100 ]    |
| 2022 | Golden Joystick Awards        | Игра года для PlayStation                                                              | Номинация | [ 100 ]    |
| 2022 | Golden Joystick Awards        | Лучшее визуальное оформление                                                           | Победа    | [ 100 ]    |
| 2022 | Golden Joystick Awards        | Лучшая многопользовательская игра                                                      | Победа    | [ 100 ]    |
| 2022 | Golden Joystick Awards        | Выбор критиков                                                                         | Победа    | [ 100 ]    |
| 2022 | The Game Awards 2022          | Игра года                                                                              | Победа    | [ 101 ]    |
| 2022 | The Game Awards 2022          | Лучшая игровая режиссура                                                               | Победа    | [ 101 ]    |
| 2022 | The Game Awards 2022          | Лучшее игровое повествование                                                           | Номинация | [ 101 ]    |
| 2022 | The Game Awards 2022          | Лучшее визуальное оформление                                                           | Победа    | [ 101 ]    |
| 2022 | The Game Awards 2022          | Лучший саундтрек                                                                       | Номинация | [ 101 ]    |
| 2022 | The Game Awards 2022          | Лучшее звуковое оформление                                                             | Номинация | [ 101 ]    |
| 2022 | The Game Awards 2022          | Лучшая ролевая игра                                                                    | Победа    | [ 101 ]    |
| 2022 | The Edge Awards               | Игра года                                                                              | Победа    | [ 102 ]    |
| 2022 | The Edge Awards               | Лучшее визуальное оформление                                                           | Победа    | [ 102 ]    |
| 2023 | New York Game Awards          | Премия «Большое яблоко» за лучшую игру года                                            | Победа    | [ 103 ]    |
| 2023 | New York Game Awards          | Премия имени Германа Мелвилла за лучший сценарий                                       | Номинация | [ 103 ]    |
| 2023 | New York Game Awards          | Премия «Статуя Свободы» за лучший мир                                                  | Победа    | [ 103 ]    |
| 2023 | New York Game Awards          | Премия Tin Pan Alley Award за лучшую музыку                                            | Номинация | [ 103 ]    |
| 2023 | D.I.C.E. Awards               | Игра года                                                                              | Победа    | [ 104 ]    |
| 2023 | D.I.C.E. Awards               | Выдающееся достижение в игровой режиссуре                                              | Победа    | [ 104 ]    |
| 2023 | D.I.C.E. Awards               | Выдающееся достижение в геймдизайне                                                    | Победа    | [ 104 ]    |
| 2023 | D.I.C.E. Awards               | Ролевая игра года                                                                      | Победа    | [ 104 ]    |
| 2023 | D.I.C.E. Awards               | Выдающееся достижение в области технологий                                             | Победа    | [ 104 ]    |
| 2023 | D.I.C.E. Awards               | Выдающееся достижение в повествовании                                                  | Номинация | [ 104 ]    |
| 2023 | D.I.C.E. Awards               | Выдающееся достижение в области анимации                                               | Номинация | [ 104 ]    |
| 2023 | Game Developers Choice Awards | Игра года                                                                              | Победа    | [ 105 ]    |
| 2023 | Game Developers Choice Awards | Лучший звук                                                                            | Номинация | [ 105 ]    |
| 2023 | Game Developers Choice Awards | Лучший дизайн                                                                          | Победа    | [ 105 ]    |
| 2023 | Game Developers Choice Awards | Премия за инновации                                                                    | Номинация | [ 105 ]    |
| 2023 | Game Developers Choice Awards | Лучшая технология                                                                      | Номинация | [ 105 ]    |
| 2023 | Game Developers Choice Awards | Лучший визуальный стиль                                                                | Победа    | [ 105 ]    |
| 2023 | Небьюла                       | Лучший сценарий в компьютерной или настольной игре (Хидэтака Миядзаки и Джордж Мартин) | Победа    | [ 106 ]    |

## Сообщество игроков
Длительное время после анонса Elden Ring на выставке E3 2019 разработчики не публиковали никаких новостей или сообщений. На интернет-форуме Reddit, однако, образовалось активное сообщество, участники которого шутливо обсуждали выдуманные ими самими локации, боссов и вселенную Elden Ring так, как если бы игра уже вышла. Участники форума могли жаловаться на особо трудного босса «Мастера глефы Ходира», просить советов по победе над «Разбитыми викингами из Святилища Каменной гавани» или оплакивать трагическую предысторию вымышленных неигровых персонажей. На Reddit эти обсуждения отмечались тегом Fake Lore («фальшивый лор», «выдуманная информация о мире»). Один из поклонников игры, художник под псевдонимом Stray_Demon, прославился тем, что на протяжении многих месяцев ежедневно выкладывал рисунки с изображением «фейковых» боссов и персонажей из игры и фрагменты выдуманной им самим информации о мире — для него это была способ не обмануть кого-то, но справиться с томительным ожиданием; к маю 2020 года число таких оригинальных фан-артов достигло 140. Этот творческий процесс выливался не только в создание рисунков и музыки по мотивам будущей Elden Ring, но даже в разработку своей собственной инди-игры под названием Elden Ring: Fake Lore Edition; в 2020 году группа её разработчиков, организованная через сервер в Discord, включала в себя десятки участников с определёнными ролями — сценаристов, художников и композиторов. Сообщество поклонников сильно изменилось в марте-июне 2021 года, когда в интернете — сначала в результате утечки, потом в виде официальных трейлеров — появилась информация о настоящем геймплее и сюжете игры, так что творческие обсуждения старого «фальшивого лора» сошли на нет.

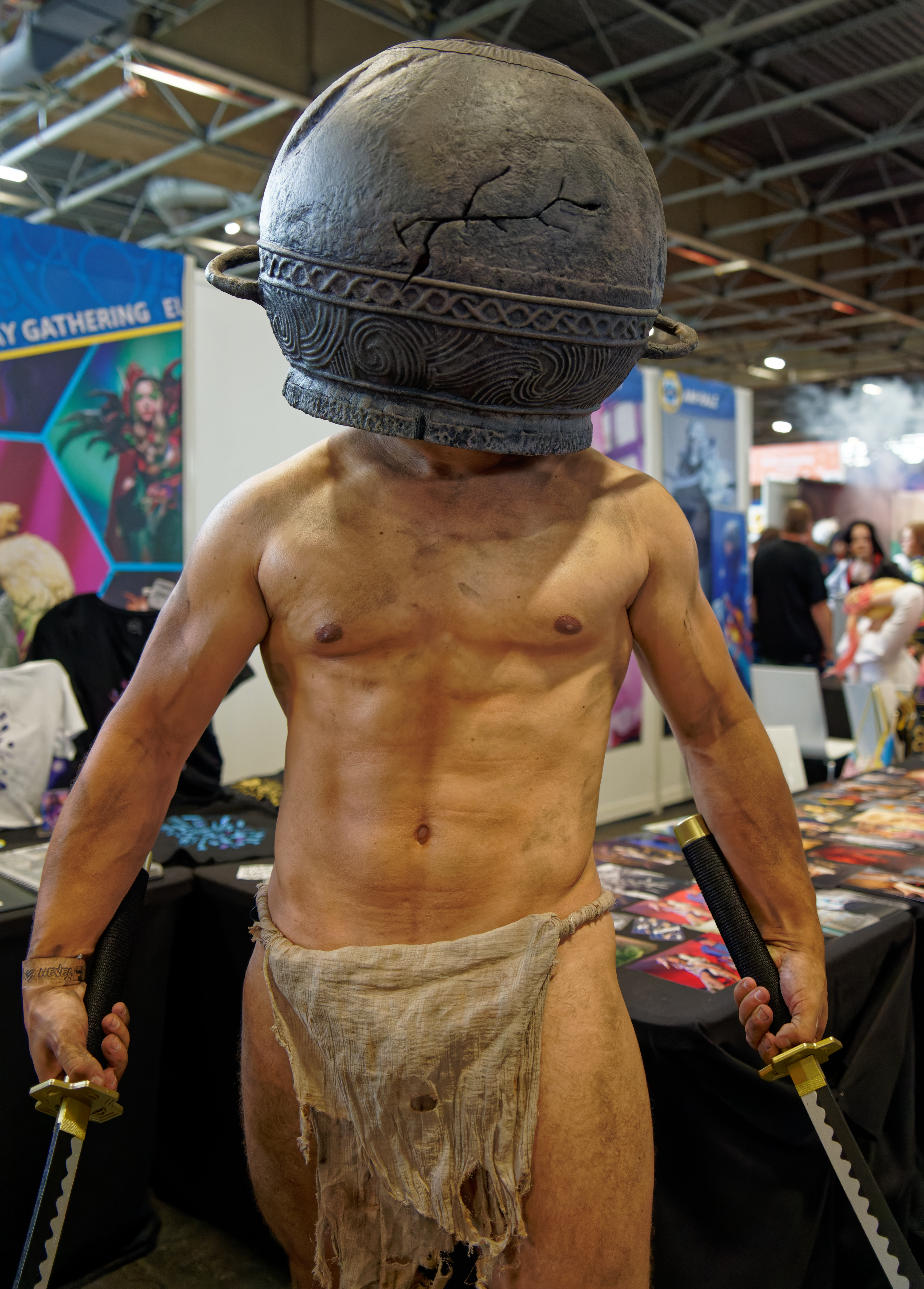
Косплей персонажа Let Me Solo Her на мероприятии Japan Expo 2023

Как и ряд предыдущих игр FromSoftware, Elden Ring позволяет игрокам оставлять друг для друга сообщения — не любой текст, а фразы, составленные из ограниченного числа слов по определённой системе, а также анимированные «жесты». Игроки пользовались этими сообщениями, чтобы помочь друг другу — например, в виде сообщений «впереди ловушка» или «берегись слева»; но также использовали их и для троллинга, например, оставляя рядом на краю пропасти сообщения типа «попробуй прыжок» в надежде, что другие игроки примут его за полезный совет. Рядом с любыми четвероногими животными в игре, например, черепахами или ослами, игроки оставляли слово «собака» — это обозначение превратилось в сообществе в своеобразный мем и шутку для посвященных. Эти сообщения использовались и для сложных шуток — например, «сначала Кольцо Элден. И потом, попробуй бросок» у жерла вулкана — намёк на сюжет «Властелина колец», и для юмора ниже пояса. Поскольку составленные игроками сообщения отображаются для иноязычных пользователей на их собственных языках, шутки, основанные на игре слов, часто терялись в переводе. Так, англоязычные пользователи часто оставляли сообщения типа «форт, ночь» (fort, night — созвучно с названием игры Fortnite) или «попробуй палец, но дыра» (try finger, but hole — созвучно с try finger butthole, «попробуй засунуть палец в задницу»); китайские пользователи использовали бессмысленную для европейцев фразу «нет лошадь впереди», на самом деле призванную оскорбить авторов других сообщений — этот каламбур был основан на сходстве китайских слов 馬 (mǎ, «лошадь») и 媽 (mā «мать»), где последнее используется как часть обсценного выражения, так что фраза имела смысл наподобие «впереди сукин сын». Сообщения типа «трава», оставленные японскими игроками, для них самих состояли из иероглифа 草, в японском интернет-сленге обозначающим смех, веселье, наподобие английского LOL.
После выхода игры особую известность получил игрок Кляйн Цубои, играющий персонажем под именем Let Me Solo Her («Дайте я убью её в одиночку») — он занимался тем, что в онлайне помогал другим игрокам пройти одного из самых трудных боссов игры — Малению, Клинок Микеллы. Персонаж Let Me Solo Her — голый, вооруженный двумя катанами, с горшком на голове — превратился в интернет-мем и «первую легенду Elden Ring», став предметом фанатских рисунков и 3D-скульптур. В интервью сайту IGN Цубои объяснял, что сам впервые убил Малению в своём прохождении с огромным трудом — после 242 неудачных попыток — и загорелся идеей помогать другим людям в онлайне; он подобрал наилучшее снаряжение для этой цели и, помогая другим игрокам, побеждал Малению сотни раз. Выбор горшка на голове в качестве костюма был с его стороны данью неигровому персонажу Александру Железному кулаку, который вызывал у Let Me Solo Her восхищение. Отмечая его заслуги, компания-издатель Bandai Namco подарила Цубои памятный материальный сувенир — меч с надписью «Восстань, Погасший». К этому времени игрок одержал онлайн уже больше двух тысяч побед над Маленией. Журнал PC Gamer назвал Let Me Solo Her величайшим игроком 2022 года. В интервью журналу Цубои признавался, что после многомесячных побед над Маленией «выгорел» и почти перестал заходить в игру, хотя ему и приятно было помогать другим. В марте 2023 года Цубои начал прохождение Elden Ring, заменив всех противников в мире игры на Малению с помощью модов. За первые два часа он одолел несколько боссов.

## Shadow of the Erdtree
Дополнение для игры под названием Shadow of the Erdtree было анонсировано 28 февраля 2023 года и выпущено 21 июня 2024 года. Это не самостоятельное дополнение, для него нужна копия основной игры. Дополнение добавляет в игру новый регион — Земли теней. Центральным персонажем дополнения является полубог Микелла, почти не появлявшийся в основной игре. Пытаясь стать полноценным богом, Микелла собрал верных последователей и отправился в Земли теней. Персонаж игрока должен пройти по его следам и раскрыть тайны Микеллы. Дополнение расширяет и предысторию основной игры — оно рассказывает, помимо прочего, о происхождении живых горшков и о рождении великих Пальцев. Чтобы попасть в Земли теней, игрок должен победить двух важных противников в основной игре — Радана и Мога, что само по себе непросто. Даже первые зоны Shadow of the Erdtree рассчитаны на персонажей высокого уровня, прошедших большую часть основной игры. В дополнении появляется множество новых комплектов доспехов и оружия, рядовых противников и боссов. Земли теней состоят из 11 крупных локаций со своими достопримечательностями и динамической сменой погодных условий. Некоторые из них «вертикальны» — это многоуровневые запутанные зоны, где игрок должен найти способ спуститься ниже или подняться выше. Как и основная игра, дополнение представляет собой открытый мир — игрок сам выбирает, куда ему отправиться. Спустя неделю после выхода продажи дополнения превысили 5 миллионов копий.

## Nightreign
Дополнение Elden Ring Nightreign было анонсировано 12 декабря 2024 года на церемонии вручения премий The Game Awards. Это «самостоятельное» дополнение, не требующее приобретения основной игры. Оно рассчитано на кооперативную игру в команде из трёх игроков. В отличие от основной игры, прохождение Nightreign предполагает короткие и сжатые игровые сессии в духе roguelike. Руководитель разработки дополнения Дзюндзя Исидзаки объяснял такой подход желанием «сжать» опыт игры — элементы RPG, исследование мира, создание и прокачку персонажей и завершающее сражение с боссом. Всё действие Nightreign происходит в альтернативной версии Замогилья — одной из областей мира оригинальной игры. В каждом прохождении карта Замогилья генерируется процедурно — различные замки и крепости каждый раз оказываются на новых местах. Игроки, действуя командой из трёх человек, каждый раз начинают прохождение персонажами первого уровня и должны прокачивать персонажей и собирать оружие так быстро, как только могут. Это прохождение длится три игровых дня и три ночи — каждый день занимает около 15 минут реального времени. Подобно играм наподобие Fortnite, на карте есть сужающееся «кольцо власти» — периметр, ограничивающий безопасную территорию. Если игровой персонаж окажется за пределами этой территории, его быстро убьёт «кислотный дождь». К приходу каждой ночи безопасная территория сокращается до минимального размера — поля битвы с очередным боссом. После победы команды игроков над боссом наступает следующий день, и кольцо власти вновь расширяется, позволяя игрокам вновь исследовать мир и приготовиться к более сложным битвам второй и третьей ночей. Среди боссов, проникших в это «искажённое измерение» из других вселенных, есть и противники из предыдущих игр FromSoftware — например, Безымянный король из Dark Souls III.

## Экранизация
В мае 2025 года кинокомпания A24 объявила о планах снять в сотрудничестве с Bandai Namco полнометражный фильм по игре. Его режиссёром и сценаристом должен выступить британский кинематографист Алекс Гарленд. В работе над проектом участвует компания DNA Films. Одним из продюсеров фильма должен быть Джордж Мартин.